# Starboy (canção)
"Starboy" é uma canção do cantor canadense The Weeknd, contida em seu terceiro álbum de estúdio de mesmo nome (2016). Conta com a participação do duo eletrônico francês Daft Punk, e foi composta pelos três músicos em conjunto com Doc McKinney, Cirkut e Jason Quenneville, sendo produzida por Daft Punk e co-produzida por McKinney, Cirkut e The Weeknd. A sua gravação ocorreu em 2016 nos Gang Studios em Paris e nos Conway Recording Studios em Los Angeles, Califórnia O seu lançamento como o primeiro single do disco ocorreu em 22 de setembro de 2016, através das gravadoras XO e Republic.

## Faixas e formatos
| Download digital |                           |         |  |
| N.º              | Título                    | Duração |  |
| 1.               | "Starboy" (com Daft Punk) | 3:50    |  |

| Dowload digital (Kygo Remix) |                                        |         |  |
| N.º                          | Título                                 | Duração |  |
| 1.                           | "Starboy" (com Daft Punk) (Kygo Remix) | 4:09    |  |

| CD single |                                              |         |  |
| N.º       | Título                                       | Duração |  |
| 1.        | "Starboy" (com Daft Punk) (versão explícita) | 3:50    |  |
| 2.        | "Starboy" (com Daft Punk) (versão limpa)     | 3:50    |  |

## Créditos
Todo o processo de elaboração de "Starboy" atribui os seguintes créditos:
Gravação e publicação
- Gravada em 2016 nos Gang Studios (Paris) e Conway Recording Studios (Los Angeles, Califórnia)
- Mixada nos MixStar Studios (Virginia Beach, Virginia)
- Masterizada nos Sterling Sound (Nova Iorque)
- Publicada pelas empresas Songs Music Publishing, LLC em nome da Songs of SMP (ASCAP), Daft Music (BMI) e Mykai Music (ASCAP) — administradas pela Kobalt Music Group LTD, Cirkut Breaker LLC/Prescription Songs (ASCAP), Universal Music Corp. (ASCAP) e Sal & Co (SOCAN)

Produção
| - The Weeknd: composição, co-produção, vocalista principal - Daft Punk: composição, produção, vocalistas participantes - Doc McKinney: composição, co-produção, engenharia - Cirkut: composição, co-produção, engenharia - Florian Lagatta: engenharia | - Josh Smith: engenharia - Serban Ghenea: mixagem - John Hanes: engenharia de mixagem - Tom Coyne: masterização - Aya Merrill: masterização |

## Desempenho nas tabelas musicais
| Tabela musical (2016)                                  | Melhor posição |
| ------------------------------------------------------ | -------------- |
| Alemanha (Media Control Charts)                        | 3              |
| Argentina (Monitor Latino)                             | 5              |
| Austrália (ARIA Charts)                                | 2              |
| Austrália (ARIA Urban Singles Chart)                   | 1              |
| Áustria (Ö3 Austria Top 40)                            | 10             |
| Bélgica (Ultratop 50 de Flandres)                      | 2              |
| Bélgica (Ultratop Urban de Flandres)                   | 1              |
| Bélgica (Ultratop 40 da Valônia)                       | 1              |
| Bélgica (Ultratop Urban da Valônia)                    | 1              |
| Canadá (Canadian Hot 100)                              | 1              |
| Coreia do Sul (Gaon Music Chart)                       | 37             |
| Dinamarca (Tracklisten)                                | 1              |
| Escócia (The Official Charts Company)                  | 6              |
| Eslováquia (IFPI Slovenská Republika)                  | 1              |
| Espanha (Productores de Música de España)              | 28             |
| Estados Unidos (Billboard Hot 100)                     | 1              |
| Estados Unidos (Top R&B/Hip-Hp Songs)                  | 1              |
| Estados Unidos (Rhythmic Songs)                        | 1              |
| Estados Unidos (Pop Songs)                             | 3              |
| Estados Unidos (Adult Pop Songs)                       | 10             |
| Estados Unidos (Hot Dance Club Songs)                  | 2              |
| Estados Unidos (Adult Contemporary)                    | 26             |
| Finlândia (IFPI Finlândia)                             | 3              |
| França (Syndicat National de l'Édition Phonographique) | 1              |
| Grécia (Greece Digital Songs)                          | 1              |
| Hungria (Magyar Hanglemezkiadók Szövetsége)            | 6              |
| Irlanda (Irish Recorded Music Association)             | 2              |
| Israel (Media Forest)                                  | 1              |
| Itália (Federazione Industria Musicale Italiana)       | 12             |
| Japão (Japan Hot 100)                                  | 81             |
| Luxemburgo (Luxembourg Digital Songs)                  | 4              |
| México (Mexico Airplay)                                | 2              |
| Noruega (VG-lista)                                     | 1              |
| Nova Zelândia (NZ Top 40 Singles)                      | 1              |
| Países Baixos (MegaCharts)                             | 1              |
| Polônia (Związek Producentów Audio Video)              | 35             |
| Portugal (Portugal Digital Songs)                      | 1              |
| Reino Unido (UK Singles Chart)                         | 2              |
| Romênia (Media Forest)                                 | 6              |
| Chéquia (IFPI Česká Republika)                         | 1              |
| Rússia (Russian Music Charts)                          | 5              |
| Suécia (Sverigetopplistan)                             | 1              |
| Suíça (Schweizer Hitparade)                            | 2              |
| União Europeia (Euro Digital Songs)                    | 2              |

| Tabela musical (2016)                                  | Posição |
| ------------------------------------------------------ | ------- |
| Alemanha (Media Control Charts)                        | 49      |
| Austrália (ARIA Charts)                                | 23      |
| Austrália (ARIA Urban Singles Chart)                   | 1       |
| Argentina (Monitor Latino)                             | 56      |
| Áustria (Ö3 Austria Top 40)                            | 73      |
| Bélgica (Ultratop 50 de Flandres)                      | 37      |
| Bélgica (Ultratop 40 da Valônia)                       | 61      |
| Canadá (Canadian Hot 100)                              | 32      |
| Dinamarca (Tracklisten)                                | 51      |
| Estados Unidos (Billboard Hot 100)                     | 58      |
| Estados Unidos (Top R&B/Hip-Hop Songs)                 | 17      |
| Estados Unidos (Rhythmic Songs)                        | 49      |
| França (Syndicat National de l'Édition Phonographique) | 53      |
| Hungria (Magyar Hanglemezkiadók Szövetsége)            | 40      |
| Israel (Media Forest)                                  | 36      |
| Itália (Federazione Industria Musicale Italiana)       | 82      |
| Nova Zelândia (NZ Top 40 Singles)                      | 35      |
| Países Baixos (MegaCharts)                             | 58      |
| Reino Unido (UK Singles Chart)                         | 34      |
| Suécia (Sverigetopplistan)                             | 45      |
| Suíça (Schweizer Hitparade)                            | 66      |
| Tabela musical (2017)                                  | Posição |
| Alemanha (Media Control Charts)                        | 97      |
| Argentina (Monitor Latino)                             | 71      |
| Austrália (ARIA Charts)                                | 42      |
| Bélgica (Ultratop 50 de Flandres)                      | 85      |
| Bélgica (Ultratop 40 da Valônia)                       | 99      |
| Canadá (Canadian Hot 100)                              | 6       |
| Dinamarca (Tracklisten)                                | 47      |
| Estados Unidos (Billboard Hot 100)                     | 20      |
| Estados Unidos (Top R&B/Hip-Hop Songs)                 | 13      |
| Estados Unidos (Rhythmic Songs)                        | 26      |
| Estados Unidos (Pop Songs)                             | 28      |
| Estados Unidos (Hot Dance Club Songs)                  | 49      |
| França (Syndicat National de l'Édition Phonographique) | 80      |
| Hungria (Magyar Hanglemezkiadók Szövetsége)            | 38      |
| Israel (Media Forest)                                  | 19      |
| Nova Zelândia (NZ Top 40 Singles)                      | 41      |
| Suécia (Sverigetopplistan)                             | 66      |
| Suíça (Schweizer Hitparade)                            | 43      |
| Tabela musical (2018)                                  | Posição |
| Austrália (ARIA Urban Singles Chart)                   | 43      |

| País (Empresa)             | Certificação  |
| -------------------------- | ------------- |
| Alemanha (BVMI)            | 3× Ouro       |
| Austrália (ARIA)           | 4× Platina    |
| Bélgica (BEA)              | 2× Platina    |
| Brasil (Pro-Música Brasil) | 2× Platina    |
| Canadá (Music Canada)      | Diamante      |
| Dinamarca (IFPI Dinamarca) | 2× Platina    |
| Espanha (PROMUSICAE)       | 2× Platina    |
| Estados Unidos (RIAA)      | 7× Platina    |
| França (SNEP)              | Diamante      |
| Itália (FIMI)              | 3× Platina    |
| México (AMPROFON)          | Platina+ Ouro |
| Noruega (IFPI Noruega)     | 3× Platina    |
| Nova Zelândia (RMNZ)       | 2× Platina    |
| Reino Unido (BPI)          | 2× Platina    |
| Suécia (GLF)               | 4× Platina    |

## Histórico de lançamento
| País           | Data                   | Formato                       | Gravadora    |
| -------------- | ---------------------- | ----------------------------- | ------------ |
| Mundo          | 22 de setembro de 2016 | Download digital              | XO, Republic |
| Itália         | 23 de setembro de 2016 | Rádios mainstream             | Universal    |
| Reino Unido    | 23 de setembro de 2016 | Rádios mainstream             | XO, Republic |
| Reino Unido    | 23 de setembro de 2016 | Rádios rhythmic               | XO, Republic |
| Estados Unidos | 27 de setembro de 2016 | Rádios mainstream             | XO, Republic |
| Estados Unidos | 27 de setembro de 2016 | Rádios rhythmic               | XO, Republic |
| Alemanha       | 4 de novembro de 2016  | CD single                     | Republic     |
| Mundo          | 11 de novembro de 2016 | Download digital (Kygo Remix) | XO, Republic |